# Upravni spor
Upravni spor je oblik sudske kontrole nad upravom, pri čemu sud odlučuje o zakonitosti upravnih akata kojima tijela državne uprave i tijela koje imaju javne ovlasti rješavaju o pravima i obvezama u upravnim stvarima.
U Republici Hrvatskoj upravne sporove rješava Upravni sud Republike Hrvatske.